# 金子静枝
金子 静枝（かねこ しずえ、男性、1851年5月31日（嘉永4年5月1日） - 1909年（明治42年）2月18日）は、明治時代の新聞・雑誌記者で、主に日出新聞（現：京都新聞）の新聞記者、小説家として活躍した。また、美術品鑑定家でもあった。明治20年代からこの名前を名乗る。本名は錦二（きんじ）。

## 略歴
竹居明男『『日出新聞』記者金子静枝と明治の京都』による。

- 1851年5月1日 越後国蒲原郡五泉（現：新潟県五泉市）に生まれる。父祖は代々医を業としていた。
- 1875年 新潟県立医学校入学。しかし、文学を好んだ。
- 1878年 新潟新聞社入社。
- 1879年 東京の團團珍聞社入社。
- 1885年4月 京都に「日出新聞」が創刊されるにあたり、招かれて記者として入社。社会文芸を担当し自ら小説も書いた。
- 1888年 近畿地方古美術調査に日出新聞記者として随行。その模様を同紙に連載する。
- 1890年1月 京都美術協会が設立され、その委員に嘱託さる。
- 1892年 京都美術協会において、懸賞募集図案審査員となり、以来毎回審査員となる。
- 1893年 神坂雪佳、岸光景らと芦手絵会を結成。
- 1894年 京都美術協会雑誌編纂委員を委嘱さる。
- 1895年 第4回内国勧業博覧会第2部審査品評人を命ぜられる。平安遷都記念祭委員となる。この年創始された時代祭りの行列の一部を組む。第1回日本青年絵画共進会開催に尽力する。第1回全国菓子品評会審査委員となる。
- 1896年 京都美術協会において開催された新古美術品展覧会委員となり、審査員もつとめる。以来毎回審査部長、監査委員、監査幹事等を委嘱される。 京都府立美術工芸学校商議員を嘱託される。
- 1897年 京都漆工会漆器蒔絵図案会審査員を委嘱される。京都後素協会主催第1回全国絵画共進会にて審査幹事を委嘱される。豊国会委員を嘱託され、祭典部を担当する。
- 1898年 京都菓子商組合より感謝状が送られる。
- 1899年 全国意匠工芸品博覧会高等審査員を委嘱される。第2回全国絵画共進会の審査幹事をつとめる。
- 1900年 京都彫技会審査員を委嘱される。
- 1901年 大日本商工連合品評会審査委員を委嘱される。全国製産品博覧会高等審査委員を委嘱さる。関西美術会が発足し、幹事となる。
- 1902年 北野天満宮千年祭に、式典部委員として活躍する。洋画家20日会が創立され、まもなく参加する。
- 1903年 第5回内国勧業博覧会の審査官を担当する。
- 1907年 遊戯品展覧会審査員を嘱託さる。
- 1909年2月18日 胃癌により没する。4日後建仁寺方丈にて葬儀が行われる。

## 金子静枝研究のきっかけになったスクラップ・ブック
- 竹居明男（現同志社大学文学部教授）によれば、1980年8月25日、京都北野天満宮の縁日に出店していた某古書店にて、5冊のスクラップ・ブックを購入した。それには棄利張（きりはり）と大きく墨書され、「金子文庫」の蔵書印が押されていた。1冊は「日出新聞」（現：京都新聞）の明治21年近畿地方古美術調査の報道記事であり、作成者は金子静枝であることがわかった。現在は8冊あり、金子静枝研究の重要な資料となっている[2]。

## 投書と小説
- 木下知威によれば、金子は投書家からスタートしているという。木下は、1877年（明治10年）に遊女と娼婦に関する記事を『團團珍聞』に投稿したのが確認される初出であるとする。そののち、新潟新聞に入社し、金子の名前で小説が確認されるのは1880年（明治13年）に連載された「佐渡航海乙女替玉」である。すなわち、金子は投書家からスタートし、新聞記者となっている。[3]。

## 文献
- 竹居明男『『日出新聞』記者金子静枝と明治の京都』 芸艸堂 2013年 ISBN 978-4-7538-0273-9

（同書に木下知威「金子静枝に向かって」が収録されている）